# Chesiadini
Chesiadini es una tribu de lepidópteros glosados perteneciente a la familia Geometridae. Tiene una distribución mundial.

## Géneros
Se reconocen los siguientes géneros:
- Amygdaloptera Gumppenberg, 1887
- Aplocera Stephens, 1827
- Carsia Hübner, 1825
- Chesias Treitschke, 1825
- Chesistege Viidalepp, 1990
- Docirava Walker, [1863]
- Lithostege Hübner, 1825
- Odezia Boisduval, 1840
- Schistostege Hübner, 1825